# Sisterhood Is Powerful
Sisterhood Is Powerful: An Anthology of Writings from the Women's Liberation Movement is een bloemlezing van feministische essays en artikelen die in 1970 verscheen in de VS. Het is een van de eerste bloemlezingen van  de tweede feministische golf in de VS die breed verkrijgbaar was. Sisterhood Is Powerful werd samengesteld door de Amerikaanse radicaalfeministische dichter, journalist en schrijver Robin Morgan. De slogan "Sisterhood is powerful" werd in 1968 bedacht door de radicaalfeministische schrijver Kathie Sarachild.

## Inhoud
In het boek van ruim 600 pagina's worden diverse onderwerpen behandeld, zoals de noodzaak van radicaal feminisme, discriminatie van vrouwen door linkse mannen en het blatante seksisme dat vrouwen ervaren op de werkvloer. Het bevat essays van activisten als Naomi Weisstein, Kate Millett, Eleanor Holmes Norton, Lucinda Cisler, Marge Piercy, Joreen en Mary Daly. Verder telt het boek historische documenten, zoals de "Bill of Rights" van de NOW, delen van het SCUM Manifesto van Valerie Solanas en documenten die verband houden met het activisme van W.I.T.C.H.. Ook bevat het een stuk van de 'Black Women's Liberation Group' uit Mount Vernon, waarmee de beweging een zeker ras-bewustzijn demonstreerde dat door zwarte feministen werd verlangd.

## Ontvangst
De New York Public Library noemt het boek een van de 100 meest invloedrijke van de twintigste eeuw. Er zijn echter ook landen waar het boek verboden is, zoals Chili, China en Zuid-Afrika.

## Vervolg
Sisterhood Is Powerful kreeg in 1984 een vervolg onder de titel Sisterhood Is Global: The International Women's Movement Anthology. Een derde bloemlezing verscheen in 2003 onder de titel Sisterhood Is Forever: The Women's Anthology for a New Millennium. Ook deze twee werden door Robin Morgan samengesteld.